# Růže Moyesova
Růže Moyesova (Rosa moyesii), zvaná též růže mandarínská, je původní, divoce rostoucí druh z rozsáhlého rodu růže (Rosa), v němž je řazen do sekce takzvaných skořicových růží (Cinnamomeae). Pochází z oblasti centrální Číny a Tibetu, v kultuře mnoha zemí je pěstována a šlechtěna jako okrasná dřevina.

## Popis
Je to vitální, opadavý, gejzírovitě rostoucí keř dorůstající výšky až 4 metry, s hnědočervenou kůrou a řídkými, drobnými, nažloutlými ostny, které jsou rovné nebo mírně zahnuté a často stojí v párech pod listy. Štětinovité ostence přítomny nejsou. Listy jsou střídavé, lichozpeřené, složené ze 7–13 lístků velkých zhruba 1 cm. Květy botanického druhu jsou jednoduché, oboupohlavné, tmavě sametově růžovočervené, o průměru 5–6 cm. Vyrůstají na stopkách po jednom nebo v chudých chocholících po 2–4. Kališní cípy jsou bez přívěsků (případně jenom s lehce naznačenými přívěsky), korunních plátků je pět, tyčinky mají červené nitky. Plodem jsou šípky dlouze lahvicovitého tvaru, které jsou až 5 cm dlouhé a 1–2 cm tlusté, tmavě oranžově červené, s vytrvávajícími kališními cípy. Jsou řídce pokryty štětinatými žlázkami, které voní po terpentýnu. Pro mimořádně velký obsah vitamínu C (až 1500 mg/100 g) jsou ceněny i v potravinářství.

## Rozšíření
Růže Moyesova pochází ze střední Číny (provincie Shaanxi, Sichuan, Yunnan) a z Tibetu. Vyrůstá zde na stráních a v křovinách v nadmořských výškách 2700–3800 m. Objevena byla kolem roku 1890 a brzy nato dovezena do Evropy, platně popsána byla ovšem až roku 1906.

## Pěstování
Je to atraktivně kvetoucí sadová růže, v kultuře se pěstuje od roku 1890 (v Evropě od přelomu 19. a 20. století). Bylo vyšlechtěno několik kultivarů, které se od botanické varianty odlišují barvou květů včetně bílé a růžové, některé varianty jsou polokvěté. Kvete jen jednou v roce, přibližně od května do června. Patří mezi otužilé a odolné druhy, snese i polostinné stanoviště. Krom okrasného využití se pěstuje též jako ovocná dřevina pro velké šípky s vysokým obsahem vitamínu C.

## Galerie

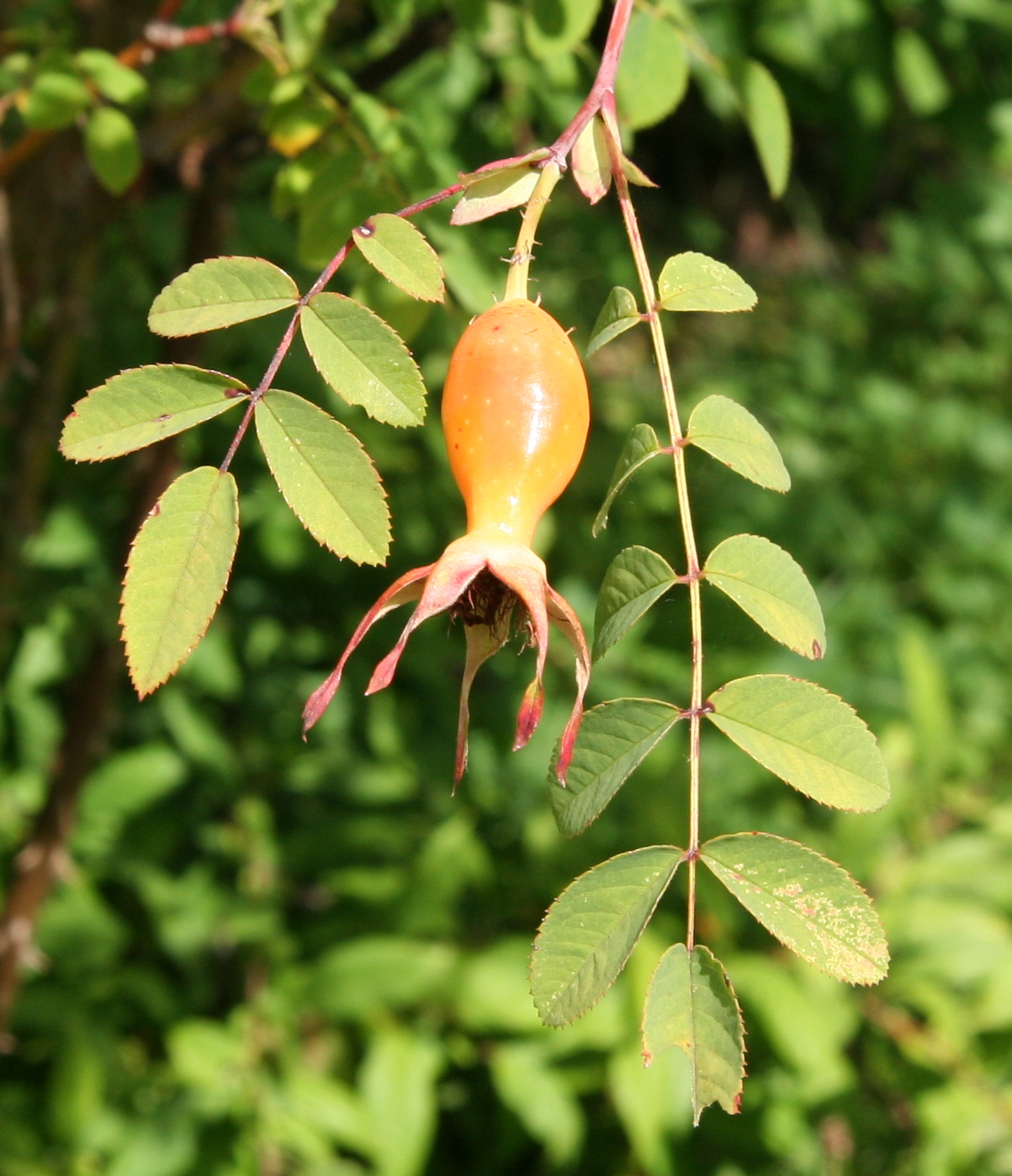
Dozrávající šípek
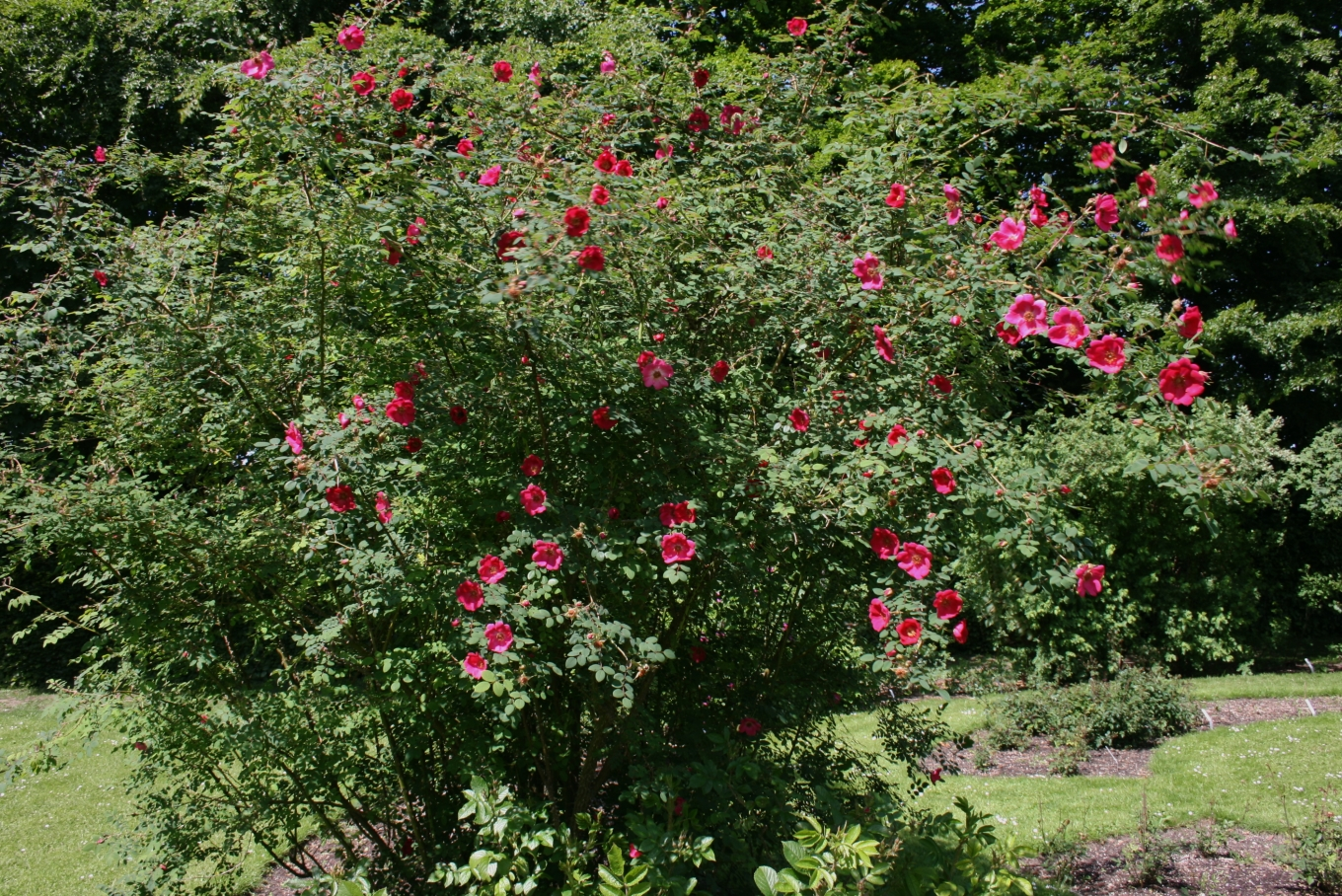
Habitus rozkvetlého keře
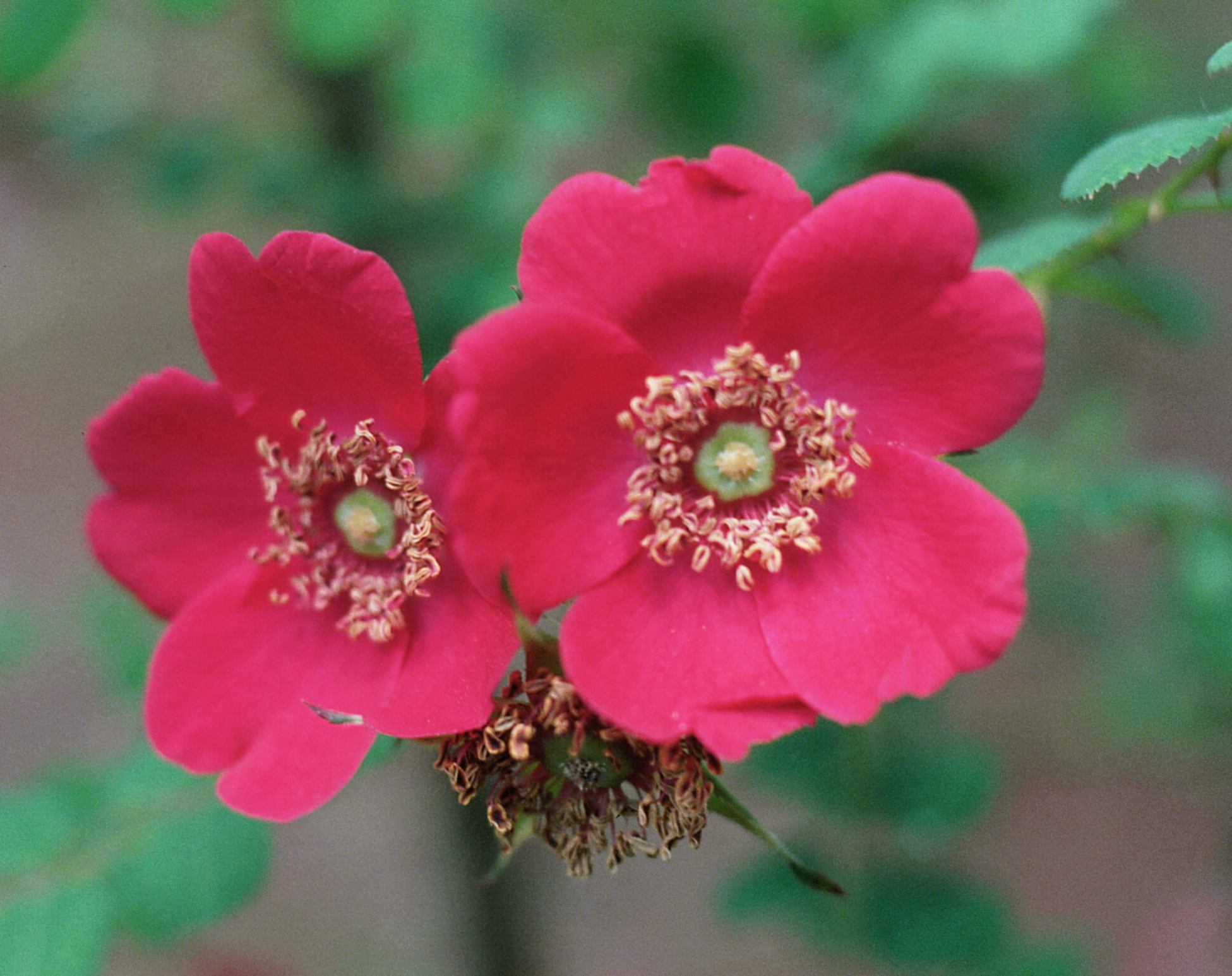
Kultivar 'Geranium'
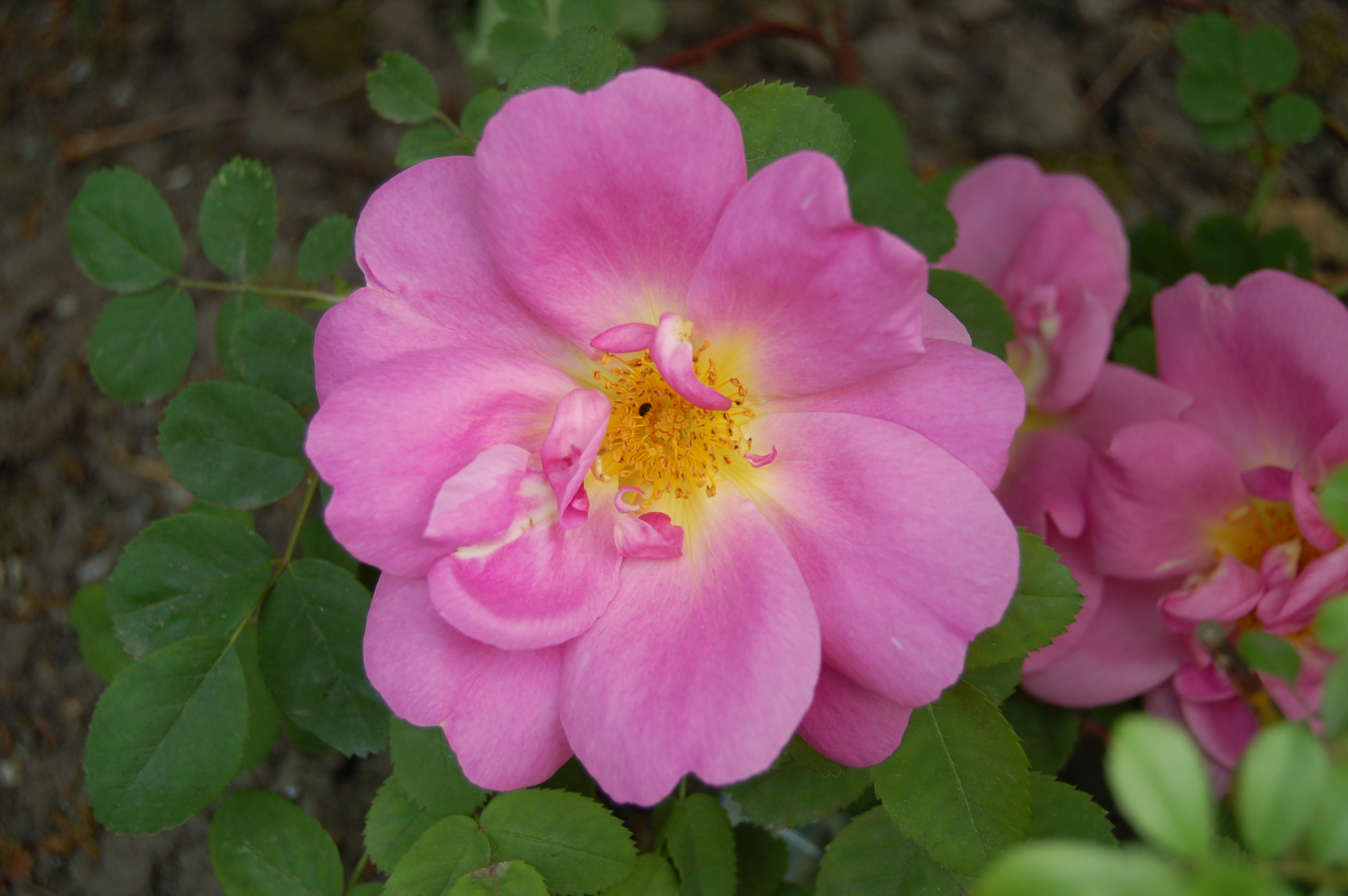
'Marguerite Hilling'
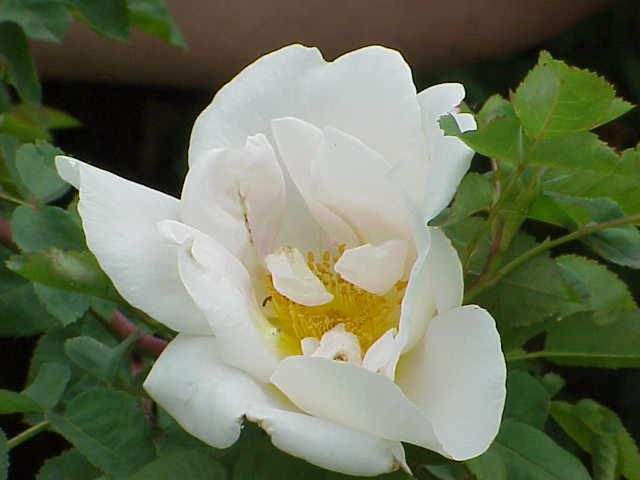
'Nevada'
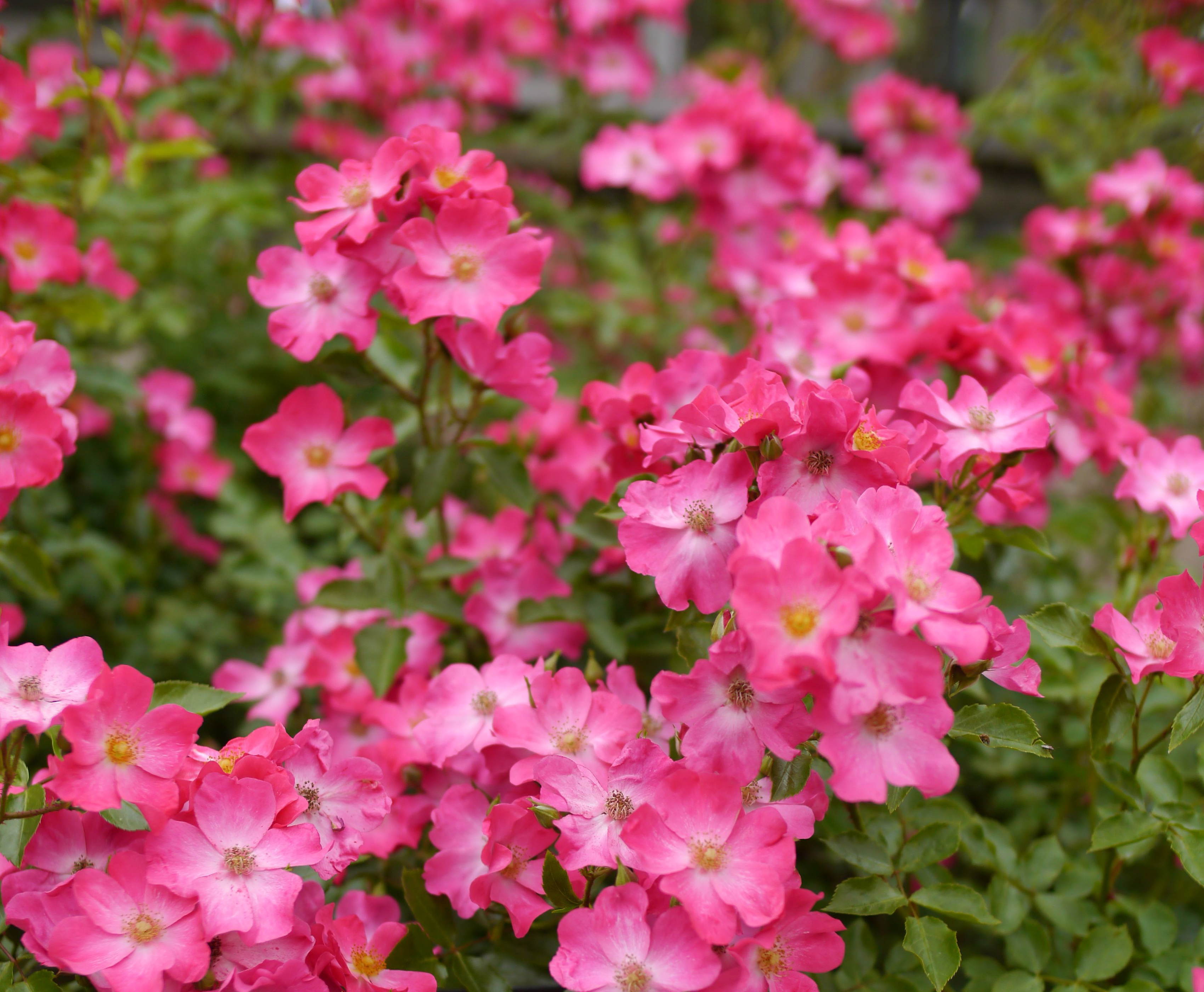
Sadový hybridní kultivar 'Wintoniensis'